# Miles Stapleton-Fitzalan-Howard, XVII duca di Norfolk
Sua Grazia il maggior generale Miles Francis Stapleton-Fitzalan-Howard, XVII duca di Norfolk (21 luglio 1915 – 24 giugno 2002), è stato un nobile e militare britannico.

## Biografia

### Infanzia
Miles Fitzalan-Howard era il maggiore dei figli di Bernard Fitzalan-Howard, III barone Howard di Glossop e di sua moglie, Mona Stapleton, XI baronessa Beaumont

### Giovinezza
Il giovane Miles venne educato presso l'Ampleforth College ed il Christ Church, per poi entrare nel corpo delle Grenadier Guards del British Army nel 1937 rimanendovi per i successivi trent'anni e grazie al quale combatté durante la Seconda Guerra Mondiale, raggiungendo infine il grado di Maggior generale.
Nel periodo della guerra, egli combatté sui fronti francese, nord-africano, italiano (in Sicilia) ed ottenne la Military Cross in riconoscenza al valore dimostrato nell'attraversare delle strade minate coi propri uomini, a piedi e sotto il fuoco nemico. In occasione della sua morte il settimanale The Independent gli dedicò una frase di commiato: "Chiunque può essere il duca di Norfolk, ma noi siamo orgogliosi di quella medaglia."

### Matrimonio
Miles sposò Anne Mary Teresa Constable-Maxwell ed ebbero due figli e tre figlie.

### Barone di Beaumont e Glossop
Il duca ereditò la Baronia di Beaumont da sua madre Mona Fitzalan-Howard, XI Baronessa Beaumont nel 1971, la baronia Howard di Glossop dal padre, Bernard Fitzalan-Howard, III Barone Howard di Glossop, l'anno dopo.

### Duca di Norfolk
Ereditò il titolo di Duca di Norfolk dal defunto cugino di secondo grado nel 1975: a questo titolo si lega quello di Great Officer of State e Conte Maresciallo, che lo rendono una figura di primo piano in occasioni ufficiali. Divenne inoltre per ereditarietà giudice nella Corte di cavalleria e capo del Collegio degli araldi, quindi responsabile per l'araldica in Inghilterra, Galles ed una parte del Commwealth britannico, tra cui l'Australia.
I duchi di Norfolk sono rimasti cattolici nell'Inghilterra anglicana per oltre trecento anni. Il duca, come maggior Pari cattolico del Regno Unito ha rappresentato la Regina all'intronizzazione di Papa Giovanni Paolo I e Papa Giovanni Paolo II ed al funerale del primo di questi.

### Ultimi anni
Egli venne nominato quindi capo della missione britannica presso le forze russe in Germania nel 1957 e comandante della 70ª brigata (King's African Rifles e del Kenya Regiment) nel 1961, poco prima dell'indipendenza del Kenya. Egli fu dunque General Officer Commanding della 1st Armoured Division nel 1963, Direttore dell'Intelligence del Ministero della difesa inglese per poi ritirarsi nel 1967.

## Discendenza
Lord Norfolk e Anne Mary Teresa Constable-Maxwell ebbero due figli e tre figlie:
- Lady Tessa Mary Isabel Fitzalan-Howard poi Contessa di Balfour (30 settembre 1950) sposa di Roderick Balfour, V Conte di Balfour; hanno quattro figlie.
- Lady Carina Mary Gabrielle Fitzalan-Howard poi Lady Frost (20 febbraio) 1952, sposa di Sir David Frost; con discendenza.
- Lady Marcia Mary Josephine Fitzalan-Howard (10 marzo 1953), attrice con il nome di Marsha Fitzalan; sposa di Patrick Ryecart (matrimonio annullato); con figli.
- Edward William Fitzalan-Howard, conte di Arundel e Surrey (2 dicembre 1956), successe al padre come Duca di Norfolk.
- Lord Gerald Bernard Fitzalan-Howard (13 giugno 1962), sposo di Emma Roberts poi Lady Gerald Fitzalan-Howard; con discendenza.

## Ascendenza
|                                                          |                                           |                                         | Genitori                             |  |  | Nonni |  |  | Bisnonni                                              |  |  | Trisnonni                              |  |
|                                                          |                                           |                                         |                                      |  |  |       |  |  | 8. Edward Fitzalan-Howard, I barone Howard di Glossop |  |  | 16. Henry Howard, XIII duca di Norfolk |  |
|                                                          |                                           |                                         |                                      |  |  |       |  |  | 8. Edward Fitzalan-Howard, I barone Howard di Glossop |  |  | 16. Henry Howard, XIII duca di Norfolk |  |
|                                                          |                                           | 17. Charlotte Sophia Leveson-Gower      |                                      |  |  |       |  |  | 8. Edward Fitzalan-Howard, I barone Howard di Glossop |  |  |                                        |  |
| 4. Francis Fitzalan-Howard, II barone Howard di Glossop  |                                           |                                         |                                      |  |  |       |  |  | 8. Edward Fitzalan-Howard, I barone Howard di Glossop |  |  |                                        |  |
|                                                          |                                           | 9. Augusta Talbot                       | 18. George Henry Talbot              |  |  |       |  |  |                                                       |  |  |                                        |  |
|                                                          |                                           | 9. Augusta Talbot                       | 18. George Henry Talbot              |  |  |       |  |  |                                                       |  |  |                                        |  |
|                                                          |                                           | 9. Augusta Talbot                       | 19. Augusta Jones                    |  |  |       |  |  |                                                       |  |  |                                        |  |
| 2. Bernard Fitzalan-Howard, III barone Howard di Glossop |                                           | 9. Augusta Talbot                       |                                      |  |  |       |  |  |                                                       |  |  |                                        |  |
|                                                          |                                           | 10. John Greenwood                      | 20. Frederick Greenwood              |  |  |       |  |  |                                                       |  |  |                                        |  |
|                                                          |                                           | 10. John Greenwood                      | 20. Frederick Greenwood              |  |  |       |  |  |                                                       |  |  |                                        |  |
|                                                          |                                           | 10. John Greenwood                      | 21. Sarah Staniforth                 |  |  |       |  |  |                                                       |  |  |                                        |  |
| 5. Clara Louisa Greenwood                                |                                           | 10. John Greenwood                      |                                      |  |  |       |  |  |                                                       |  |  |                                        |  |
|                                                          |                                           | 11. Louisa Elizabeth Barnardiston       | 22. Nathaniel Clarke Barnardiston    |  |  |       |  |  |                                                       |  |  |                                        |  |
|                                                          |                                           | 11. Louisa Elizabeth Barnardiston       | 22. Nathaniel Clarke Barnardiston    |  |  |       |  |  |                                                       |  |  |                                        |  |
|                                                          |                                           | 11. Louisa Elizabeth Barnardiston       | 23. Sophia Eyres                     |  |  |       |  |  |                                                       |  |  |                                        |  |
| 1. Miles Stapleton-Fitzalan-Howard, XVII duca di Norfolk |                                           | 11. Louisa Elizabeth Barnardiston       |                                      |  |  |       |  |  |                                                       |  |  |                                        |  |
|                                                          | 12. Miles Stapleton, VIII barone Beaumont | 24. Thomas Stapleton                    |                                      |  |  |       |  |  |                                                       |  |  |                                        |  |
|                                                          | 12. Miles Stapleton, VIII barone Beaumont | 24. Thomas Stapleton                    |                                      |  |  |       |  |  |                                                       |  |  |                                        |  |
|                                                          | 12. Miles Stapleton, VIII barone Beaumont | 25. Mary Juliana Gerard                 |                                      |  |  |       |  |  |                                                       |  |  |                                        |  |
| 6. Miles Stapleton, X barone Beaumont                    | 12. Miles Stapleton, VIII barone Beaumont |                                         |                                      |  |  |       |  |  |                                                       |  |  |                                        |  |
|                                                          |                                           | 13. Isabella Ann Browne                 | 26. John Browne, III barone Kilmaine |  |  |       |  |  |                                                       |  |  |                                        |  |
|                                                          |                                           | 13. Isabella Ann Browne                 | 26. John Browne, III barone Kilmaine |  |  |       |  |  |                                                       |  |  |                                        |  |
|                                                          |                                           | 13. Isabella Ann Browne                 | 27. Elizabeth Lyon                   |  |  |       |  |  |                                                       |  |  |                                        |  |
| 3. Mona Stapleton, XI baronessa Beaumont                 |                                           | 13. Isabella Ann Browne                 |                                      |  |  |       |  |  |                                                       |  |  |                                        |  |
|                                                          |                                           | 14. Charles Henry Tempest, I baronetto  | 28. Henry Tempest                    |  |  |       |  |  |                                                       |  |  |                                        |  |
|                                                          |                                           | 14. Charles Henry Tempest, I baronetto  | 28. Henry Tempest                    |  |  |       |  |  |                                                       |  |  |                                        |  |
|                                                          |                                           | 14. Charles Henry Tempest, I baronetto  | 29. Jemima de Trafford               |  |  |       |  |  |                                                       |  |  |                                        |  |
| 7. Ethel Mary Tempest                                    |                                           | 14. Charles Henry Tempest, I baronetto  |                                      |  |  |       |  |  |                                                       |  |  |                                        |  |
|                                                          |                                           | 15. Cecilia Elizabeth Tichborne Hibbert | 30. John Hubert Washington Hibbert   |  |  |       |  |  |                                                       |  |  |                                        |  |
|                                                          |                                           | 15. Cecilia Elizabeth Tichborne Hibbert | 30. John Hubert Washington Hibbert   |  |  |       |  |  |                                                       |  |  |                                        |  |
|                                                          |                                           | 15. Cecilia Elizabeth Tichborne Hibbert | 31. Julia Tichborne                  |  |  |       |  |  |                                                       |  |  |                                        |  |
|                                                          |                                           | 15. Cecilia Elizabeth Tichborne Hibbert |                                      |  |  |       |  |  |                                                       |  |  |                                        |  |